# 2081
2081 — 2081 рік нашої ери, 81 рік 3 тисячоліття, 81 рік XXI століття, 1 рік 9-го десятиліття XXI століття, 2 рік 2080-х років.

## Очікувані події
- 3 вересня відбудеться повне сонячне затемнення, яке можна буде спостерігати в Франції та Європі (вперше з 11-го серпня 1999).